# حادثة اغتصاب مدرسة ستوبنفيل الثانوية
وقعت حادثة اغتصاب مدرسة ستوبنفيل الثانوية في ستوبنفيل، أوهايو، في ليلة 11 أغسطس 2012، عندما تعرضت فتاة في المدرسة الثانوية، التي كانت فاقدة للقدرة بسبب الكحول، لاعتداء جنسي علني ومتكرر من قبل زملائها، وقام العديد منهم بتوثيق الأفعال على وسائل التواصل الاجتماعي. تم نقل الضحية، وخلع ملابسها، وتصويرها، والاعتداء عليها جنسيًا. 
تم توثيق الموقف اللامبالي للمهاجمين على فيسبوك وتويتر والرسائل النصية وتسجيلات الهواتف المحمولة للأفعال. أثارت الجريمة والإجراءات القانونية التالية لها جدلاً كبيرًا وأطلقت حوارًا وطنيًا حول الاغتصاب وثقافة الاغتصاب. أُدين طالبان ولاعبا كرة قدم في المدرسة الثانوية، ماليك ريتشموند وترينت مايس، وكلاهما يبلغ من العمر 16 عامًا وقت الجريمة، في محكمة الأحداث باغتصاب قاصر. بالإضافة إلى ذلك، تم توجيه الاتهام إلى ثلاثة بالغين آخرين بعرقلة التحقيق في الاغتصاب، بينما وُجهت تهمة إلى مدير مدارس ستوبنفيل بعرقلة التحقيق في اغتصاب وقع في وقت سابق من عام 2012.